# Pé-de-Meia
O Pé-de-Meia é um programa de incentivo financeiro-educacional do governo federal do Brasil na modalidade de poupança destinado a promover a permanência e a conclusão escolar de estudantes matriculados no ensino médio e educação de jovens e adultos (EJA) do ensino público brasileiro.
Entre os objetivos do programa, estão a democratização do acesso ao ensino e redução da desigualdade social entre os jovens, além de promover inclusão social pela educação, estimulando a mobilidade social.

## Histórico
Em 28 de novembro de 2023, foi publicada a Medida Provisória nº 1.198/ 2023, que instituiu poupança de incentivo à permanência e à conclusão escolar para estudantes do ensino médio e educação de jovens e adultos (EJA) das escolas públicas.
Em 16 de janeiro de 2024, foi sancionada a Lei nº 14.818/2024, instituindo o programa Pé-de-Meia.
Em 26 de janeiro de 2024, o programa foi lançado em cerimônia no Palácio do Planalto e regulamentado pelo Decreto nº 11.901/2024.
Em 26 de março, foram iniciados os pagamentos da modalidade Incentivo-Matrícula. No primeiro semestre, foram priorizados os estudantes com famílias estão contempladas com o Programa Bolsa Família.
Em 2 de agosto de 2024, foi anunciada a expansão do Pé-de-Meia para estudantes com o Cadastro Único para Programas Sociais do Governo Federal (CadÚnico) e para alunos da educação de jovens e adultos (EJA) que cumpram os requisitos do programa.
Em 26 de agosto de 2024, foi iniciado o pagamento na modalidade Incentivo-Frequência.
Em dezembro de 2024, havia 3,9 milhões de estudantes benefícios, com investimento anual de R$ 12,5 bilhões.

## Modalidades
Entre as modalidades para recebimento do benefício, estão:
- Incentivo-Matrícula: ao efetivar a matrícula no início de cada ano letivo; parcela única; valor do benefício pago uma vez ao ano;[7]
- Incentivo-Frequência: se tiver frequência escolar de 80% das horas letivas; valor pago em nove parcelas durante o ano;[7]
- Incentivo-Conclusão: se for aprovado ao fim de cada ano letivo e tiver participação de exames do Sistema de Avaliação da Educação Básica (Saeb) e de avaliação dos estados para o ensino médio; parcela única; depósito e saque dependem da obtenção de certificado de conclusão do ensino médio.[7]
- Incentivo-Enem: se participar do Exame Nacional do Ensino Médio (Enem) no último ano letivo do curso;  valor pago uma única vez ao estudante     matriculado no 3º ano; depósito e saque dependem da obtenção de certificado de conclusão do ensino médio;[7]

### Valores
Em 2024, os valores do benefícios são:
I - Incentivo-Matrícula, no valor anual de R$ 200 (duzentos reais);
II - Incentivo-Frequência, no valor total anual de R$ 1.800 (mil e oitocentos reais);
III - Incentivo-Conclusão, no valor total anual de R$ 1.000 (mil reais); e
IV - Incentivo-Enem, no valor total de R$ 200 (duzentos reais).
Dessa forma, o estudante poderá receber o total de R$ 9.200 ao longo do programa.

## Requisitos
Os estudantes devem ter idade compreendida entre 14 e 24 anos e integrar famílias inscritas no Cadastro Único para Programas Sociais do Governo Federal (CadÚnico), renda familiar por pessoa de até meio salário mínimo.
Não é necessária inscrição no Programa Pé-de-Meia, pois as redes ofertantes de ensino médio (federais, estaduais, distrital ou municipais) são responsáveis por colaborar e prestar as informações necessárias à execução do Programa Pé-de-Meia, devendo captar e informar ao Ministério da Educação (MEC), por meio de sistema informatizado, os dados dos estudantes (pessoais, escolares e outros para a abertura da conta).
Com base nesses dados, o MEC define o público contemplado, além de realizar o acompanhamento e verificação do cumprimento dos requisitos, para fins de pagamento dos incentivos.
O ministério solicitará à Caixa Econômica Federal a abertura da conta CAIXA Tem ou Poupança Social Digital para efetuar os pagamentos.

## Pé-de-Meia Licenciaturas

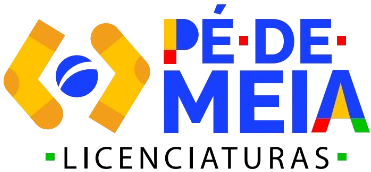

O programa "Pé-de-Meia Licenciaturas" foi lançado pelo Ministério da Educação no dia 14 de janeiro de 2025. Destinado a estudantes matriculados em cursos de licenciatura, o programa oferece um benefício mensal de 1 050 reais para apoiar a formação de futuros professores.
Estudantes que realizaram o Exame Nacional do Ensino Médio (Enem) em 2024 e optaram por cursos de licenciatura pelo Sistema de Seleção Unificada (Sisu) são elegíveis para se inscrever no programa.
A iniciativa faz parte do programa "Mais Professores", criado para valorizar o magistério no Brasil. O valor do benefício será depositado em uma conta poupança, buscando fornecer suporte financeiro durante a formação acadêmica.
Segundo o ministro da Educação, Camilo Santana, o impacto orçamentário do programa já foi calculado e será detalhado em breve. No entanto, em dezembro de 2024, técnicos do Tribunal de Contas da União (TCU) recomendaram o bloqueio de 6 bilhões de reais destinados ao programa, alegando incompatibilidade com as regras do arcabouço fiscal.